# 林头屯乡
林头屯乡，是中华人民共和国河北省唐山市玉田县下辖的一个乡镇级行政单位。

## 行政区划
林头屯乡下辖以下地区：
林头屯村、西果各村、邱家屯村、茨榆林村、栅楼王村、围子庄村、樊庄子村、东果张屯村、东西芦村、潘城庄村、前后户村、三乐村、双柳庄村、双合庄村和范家坞村。